# جزایر ویرجین
جزایر ویرجین مجمع‌الجزایری است واقع در دریای کارائیب، بین دریای کارائیب و اقیانوس اطلس شمالی و در شرق پورتوریکو. این جزایر به سه بخش جزایر ویرجین آمریکا، جزایر ویرجین بریتانیا و جزایر ویرجین اسپانیا تقسیم می‌شوند.